# ساج كبير
ساج كبير  أو شجر التِّيك أو تكتونية (الاسم العلمي:Tectona grandis) هو نوع من النباتات يتبع جنس الساج من الفصيلة الشفوية.

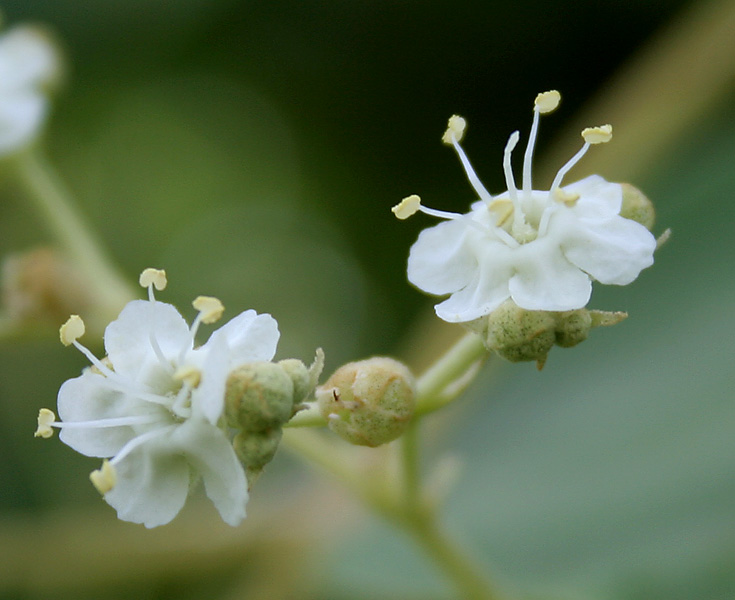
Flowers at Ananthagiri Hills, in رانجاردي of أندرا برديش، الهند.

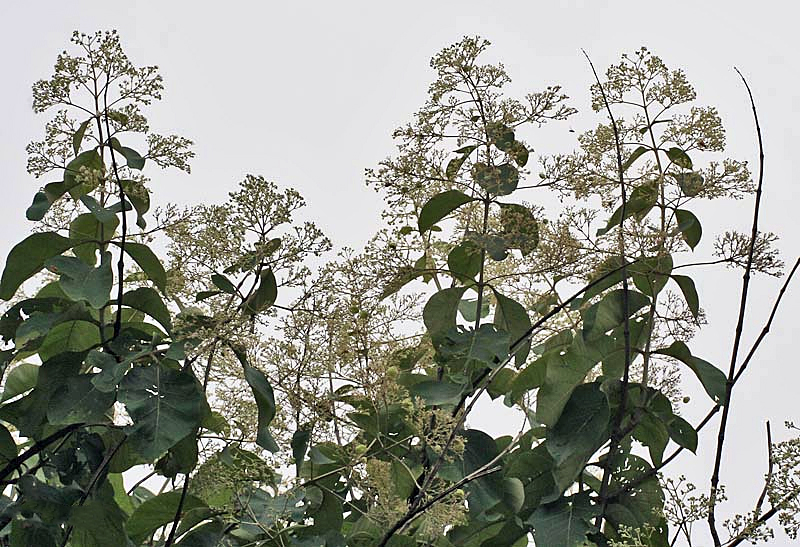
Flower, fruit & leaves of Tectona grandis in كلكتا، بنغال الغربية، الهند.

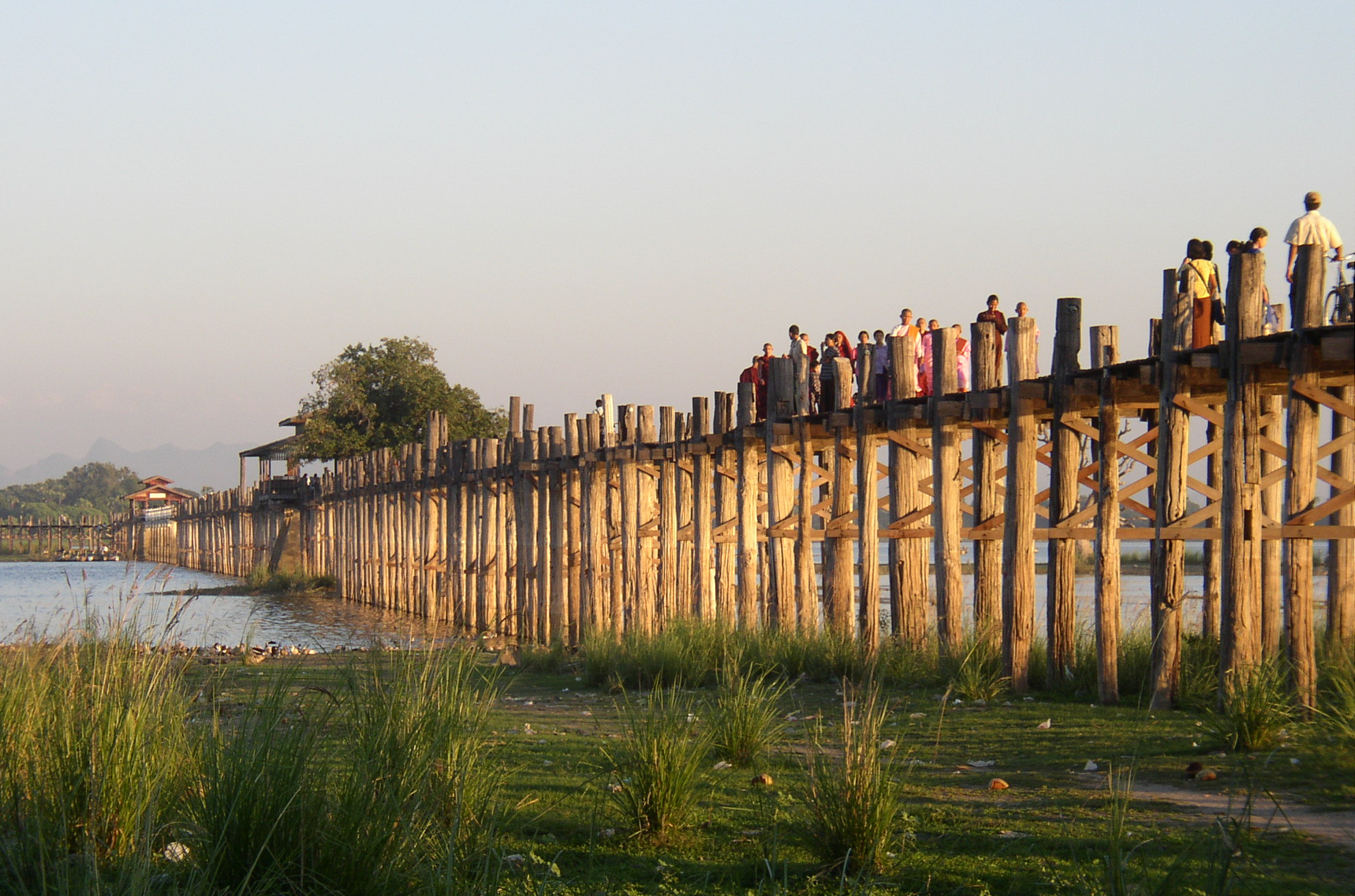
U Bein Bridge Amarapura، بورما. The longest teak bridge in the world at in length.

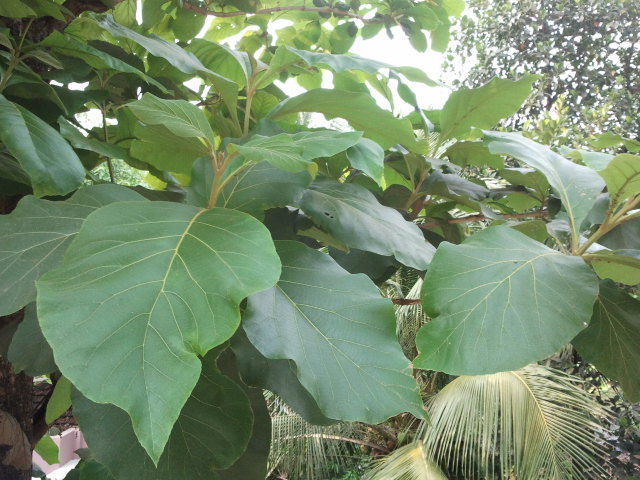
Leaves of Tectona grandis in بلكاد، كيرلا.